# セナキ
セナキ（グルジア語: სენაკი）はジョージア西部サメグレロ＝ゼモ・スヴァネティ州の都市。ボリシェヴィキのミハ・ツハカヤを記念して、1933年から1976年までは「ミハ・ツハカヤ」（მიხა ცხაკაია, ロシア語: Миха Цхакая）、1976年から1989年までは「ツハカヤ」(ცხაკაია, Цхакая) と呼ばれていた。
グルジア陸軍の第2歩兵旅団が近くに駐留している。1998年のグルジア軍の反乱の中心地となった。また、2008年の南オセチア紛争では戦闘があった。
町の重要なランドマークの一つは、ネオ・バロック様式の劇場である。